# Димерська селищна територіальна громада
Димерська селищна територіальна громада — територіальна громада в Україні, у Вишгородському районі Київської області. Адміністративний центр — селище Димер.
Площа громади — 957,33 км², населення — 20 176 осіб (2020).
Утворена 12 червня 2020 року шляхом об'єднання Димерської селищної ради та Абрамівської, Богданівської, Вахівської, Глібівської, Демидівської, Катюжанської, Козаровицької, Литвинівської, Любимівської, Ровівської, Руднє-Димерської, Сухолуцької, Толокунської, Ясногородської сільських рад Вишгородського району.

## Населені пункти
У складі громади 1 селище (Димер) і 33 села:
- Абрамівка
- Андріївка
- Богдани
- Вахівка
- Володимирівка
- Глібівка
- Гута-Катюжанська
- Демидів
- Дмитрівка
- Дудки
- Кам'янка
- Катюжанка
- Козаровичі
- Круги
- Литвинівка
- Лісовичі
- Любидва
- Любимівка
- Миколаївка
- Овдієва Нива
- Пилява
- Рикунь
- Ритні
- Рихта
- Рови
- Розтісне
- Рудня-Димерська
- Савенки
- Сичівка
- Сухолуччя
- Толокунь
- Федорівка
- Ясногородка

## Старостинські округи
- Глібівський
- Демидівський
- Катюжанський
- Литвинівський
- Ровівський
- Руднє-Димерський
- Сухолуцький